# Bruchus oodnadattae
Bruchus oodnadattae is een keversoort uit de familie bladkevers (Chrysomelidae). De wetenschappelijke naam van de soort werd in 1900 gepubliceerd door Thomas Blackburn.